# Romain Gary
Romain Gary, rodným jménem Roman Kacew, publikující též pod pseudonymy Émile Ajar, Fosco Sinibaldi, Lucien Brûlard, René Deville či Shatan Bogat (8. květnajul./ 21. května 1914greg. Vilnius – 2. prosince 1980 Paříž) byl francouzský spisovatel, diplomat, filmový režisér a aviatik rusko-litevského a židovského původu.
Gary napsal na třicet knih, přičemž česky zatím vyšly: Evropská výchova, Tulipán, Příslib úsvitu, Lady L.; pod jménem Émile Ajar: Život s krajtou, Soukromá linka důvěry a Život před sebou.
Je jediným francouzským spisovatelem, který získal prestižní Goncourtovu cenu dvakrát, ač to pravidla neumožňují. V roce 1956 ji získal za román Les racines du ciel (Kořeny nebes) a v roce 1975 za román La vie devant soi (Život před sebou), který publikoval pod pseudonymem Émile Ajar. Komise ocenila „Ajara“, aniž by znala jeho identitu. Román vyvolal literární senzaci a byl zfilmován již v roce 1977 (v hlavní roli Simone Signoretová).
Gary byl během života silně ovlivňován matkou (ruská herečka Nina Borisovskaja) a jejím vztahem k Francii. V Garyho čtrnácti letech se přestěhovali do Nice, kde se matka po počátečních potížích stala ředitelkou hotelu. Romain nastoupil na právnickou fakultu v Aix-en-Provence, po roce přestoupil do Paříže a naplno rozjel dráhu spisovatele. V roce 1938 se již jako naturalizovaný Francouz angažoval u letectva. Po několikaleté vojenské kariéře se stal diplomatem a začal psát román s výraznými autobiografickými rysy.
Jeho první ženou byla spisovatelka Lesley Blancheová, druhou herečka Jean Sebergová, která hrála v obou jeho filmech, v Les oiseaux vont mourir au Pérou (1968) i v Kill! (1971). V roce 1970 se manželé rozvedli. J. Sebergová spáchala v roce 1979 sebevraždu. Gary se rok poté zastřelil; v dopise na rozloučenou výslovně uvedl, že jeho čin se sebevraždou J. Sebergové nesouvisí.
Identitu Gary odhalil v dopise na rozloučenou a v posmrtně vydané práci Vie et mort d'Émile Ajar.

## Bibliografie

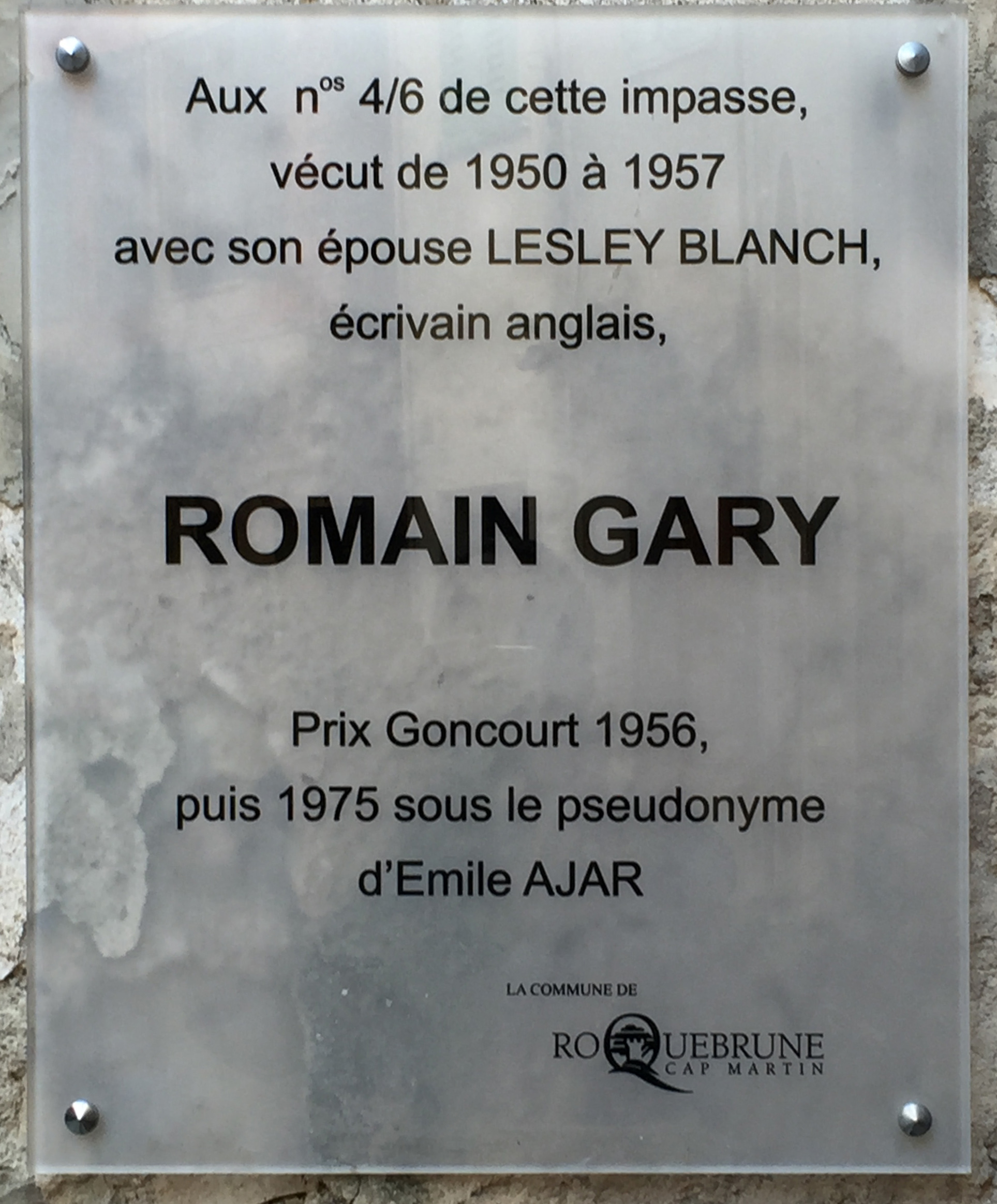
Plaketa Garymu a jeho první manželce Lesley Blanch v Roquebrune-Cap-Martin na francouzské Riviéře; žili tam v letech 1950–57

### jako Émile Ajar
- Gros câlin (1974)
  - česky Život s krajtou. Přel. Drahoslava Janderová, il. Jiří Vančura. Praha: Práce, 1984. 167 s. Edice Kamarád.
  - v Českém rozhlasu Brno zpracováno v roce 2015 jako dvanáctidílná četba na pokračování, z překladu Drahoslavy Janderové pro rozhlas připravil Ludvík Němec, v režii Radima Nejedlého četl Michal Bumbálek.[5]
- La vie devant soi (1975)
  - česky Život před sebou. Přel. Vladimír Saudek. Praha: Odeon, 1993. 163 s. Klub čtenářů, sv. 676. ISBN 80-207-0430-2.
  - v Českém rozhlasu Brno zpracováno v roce 2018 jako desetidílná četba na pokračování, pro rozhlas připravil Jan Němec, v režii Radima Nejedlého četl Michal Bumbálek.[6]
- Pseudo (1976)
- L'Angoisse du roi Salomon (1979)
  - česky Soukromá linka důvěry. Přel. Jarmila Fialová. Praha: Mladá fronta, 1984. 223 s. Edice Proud, sv. 15.

### jako Fosco Sinibaldi
- L'homme à la colombe (1958)

### jako Shatan Bogat
- Les têtes de Stéphanie (1974)